# Liz De León
Liz Michelle de León Paz (nacida el 2 de diciembre de 1969 en Ciudad de Panamá, Panamá ) es una modelo panameña y campeona de un concurso de belleza que ganó Señorita Panamá 1990. representó a Panamá en Miss Universo 1991. 

## Biografía
De León, que tiene 5′ 9″ (1,75 m). de estatura, compitió en el certamen nacional de belleza Señorita Panamá 1990, el 10 de agosto de 1990, y obtuvo el título de Señorita Panamá Universo. Representó a la región de Panamá Centro.  representó a Panamá en Miss Universo 1991, el certamen número 40 de Miss Universo se llevó a cabo en el Teatro Aladdin para las Artes Escénicas, Paradise, Estados Unidos el 17 de mayo de 1991.